# 먹대가리비단뱀
먹대가리비단뱀(black-headed python)은 비단뱀과에 딸린 뱀의 일종이다. 오스트레일리아 고유종이며, 아직까지 구분된 아종은 없다. 학명은 아스피디테스 멜라노케팔루스(Aspidites melanocephalus).